# Хо Ён Мо
Хо Ён Мо (кор. 허영모; 21 апреля 1965, Сунчхон — 9 марта 2019) — южнокорейский боксёр, представитель легчайших и наилегчайших весовых категорий. Выступал за сборную Южной Кореи по боксу на всём протяжении 1980-х годов, бронзовый призёр чемпионата мира, победитель Азиатских игр, двукратный чемпион Азии, победитель и призёр многих турниров международного значения, участник летних Олимпийских игр в Лос-Анджелесе.

## Биография
Хо Ён Мо родился 21 апреля 1965 года в городе Сунчхон провинции Чолла-Намдо, Южная Корея.
Первого серьёзного успеха на взрослом международном уровне добился в сезоне 1982 года, когда вошёл в основной состав корейской национальной сборной и побывал на чемпионате мира в Мюнхене, откуда привёз награду бронзового достоинства, выигранную в зачёте первой наилегчайшей весовой категории — на стадии полуфиналов был остановлен болгарином Исмаилом Мустафовым. Кроме того, в этом сезоне одержал победу на домашнем чемпионате Азии в Сеуле и на Азиатских играх в Нью-Дели.
В 1983 году завоевал серебряную медаль в наилегчайшем весе на Кубке мира в Риме, выиграл Кубок короля в Бангкоке, принял участие в двух матчевых встречах со сборной США.
Благодаря череде удачных выступлений удостоился права защищать честь страны на летних Олимпийских играх 1984 года в Лос-Анджелесе — в категории до 51 кг благополучно прошёл первых двоих соперников по турнирной сетке, тогда как в третьем четвертьфинальном бою со счётом 1:4 потерпел поражение от турка Эюпа Джана.
После Олимпиады Хо остался в составе главной боксёрской команды Южной Кореи и продолжил принимать участие в крупнейших международных турнирах. Так, в 1985 году он стал серебряным призёром чемпионата Азии в Бангкоке, выступая уже в легчайшей весовой категории.
В 1987 году победил на азиатском первенстве в Кувейте и выступил на Кубке мира в Белграде, где уже на предварительном этапе был побеждён кубинцем Мануэлем Мартинесом.
Впоследствии работал учителем в старшей школе города Йосу, провинция Чолла-Намдо.